# 人來蜂
《人來蜂》（英語：Man vs. Bee）是一部2022年英國喜劇網路劇，由羅溫·艾金森和威廉·戴維斯共同開創，大衛·科爾編導，艾金森領銜主演。該劇於2022年6月24日全球上線Netflix。

## 故事概述
新來的豪宅管理員特雷弗·賓利展開自己的首份工作，為一對出遊的富有夫婦看家，但一隻煩人的熊蜂卻逐漸令事態失控。

## 演員
- 羅溫·艾金森飾演特雷弗·賓利（Trevor Bingley）：豪華管家公司的員工。
- 陸思敬飾演妮娜（Nina）：豪宅主人。
- 克勞德·布拉克利（英语：Claudie Blakley）飾演特雷弗的前妻
- 湯姆·巴斯頓（英语：Tom Basden）飾演警員
- 朱立安·萊恩-圖特（英语：Julian Rhind-Tutt）飾演克利斯蒂安（Christian）：妮娜的丈夫。
- 格萊格·麥克休伊飾演園丁
- 英迪亞·福勒（India Fowler）飾演麥蒂（Maddy）

## 劇集
| 總集數 | 集數 （） | 標題  | 首播日期      |
| ------ | --------- | ----- | ------------- |
| 1      | 1         | 第1章 | 2022年6月24日 |
| 2      | 2         | 第2章 | 2022年6月24日 |
| 3      | 3         | 第3章 | 2022年6月24日 |
| 4      | 4         | 第4章 | 2022年6月24日 |
| 5      | 5         | 第5章 | 2022年6月24日 |
| 6      | 6         | 第6章 | 2022年6月24日 |
| 7      | 7         | 第7章 | 2022年6月24日 |
| 8      | 8         | 第8章 | 2022年6月24日 |
| 9      | 9         | 第9章 | 2022年6月24日 |

## 外部連結
- 在Netflix上觀看《人來蜂》
- 互联网电影数据库（IMDb）上《人來蜂》的资料（英文）
- 豆瓣电影上《人來蜂》的資料 （简体中文）